# Hardy Hedager
Hardy Hedager, også kaldet Peter Landevej (5. marts 1927 - 29. maj 2013) var en dansk vagabond. Han levede i en grøft ved Hedehusene. Hans forældre var handelsgartner Poul Hugo Hedager og hustru Maja.
Hedager voksede op på gartneriet Godthåb i Albertslund. Efter farens død fik han ikke skaffet penge til at kunne overtage gartneriet og begyndte derefter i 1965 at vagabondere ved Roskildevej.
I de sidste år slog han sig ned i en grøft med budskads ved Hedehusene, hvor han boede under åben himmel i ly af presenninger.
Da hans helbred blev dårligere  fik Høje-Taastrup Kommune installeret en skurvogn ved grøften i januar 2013.
Nogle måneder senere døde han som 86-årig i foråret 2013.
Hedagers usædvanlige levevis fik mediernes opmærksomhed, og han blev blandt andet portrætteret i en fotoserie af Bax Lindhardt
og i flere artikler i BT.